# Morcellement St. André
Koordinaten: 20° 4′ S, 57° 34′ O
Morcellement St. André ist eine Ortschaft („Village“) im Norden von Mauritius. Sie ist Teil des Distrikts Pamplemousses und gehört administrativ zur Village Council Area (VCA) Morcellement St. André. Bei der Volkszählung 2011 hatte der Ort 5.750 Einwohner.
St. André war ursprünglich eine Zuckerrohrplantage und Zuckerfabrik. Die Plantage umfasste eine Fläche von 1551 Arpents. Aufgrund der zusammengebrochenen Zuckerweltmarktpreise musste die Fabrik 1877 schließen. Das Brachland wurde danach teilweise von den ehemaligen Plantagenarbeitern auf eigene Faust bewirtschaftet. Diese Kleinbauern schlossen sich am 20. Oktober 1913 zu einer Genossenschaft, der Morcellement Co-Operative Credit Society Lim. zusammen. Seit 1967 gibt es eine Moschee der Zinat el Islam. Auch ein hinduistischer Tempel befindet sich im Ort.